# Gladiolus orchidiflorus
Gladiolus orchidiflorus är en irisväxtart som beskrevs av Henry Charles Andrews. Gladiolus orchidiflorus ingår i släktet sabelliljor, och familjen irisväxter. Inga underarter finns listade i Catalogue of Life.

## Bildgalleri

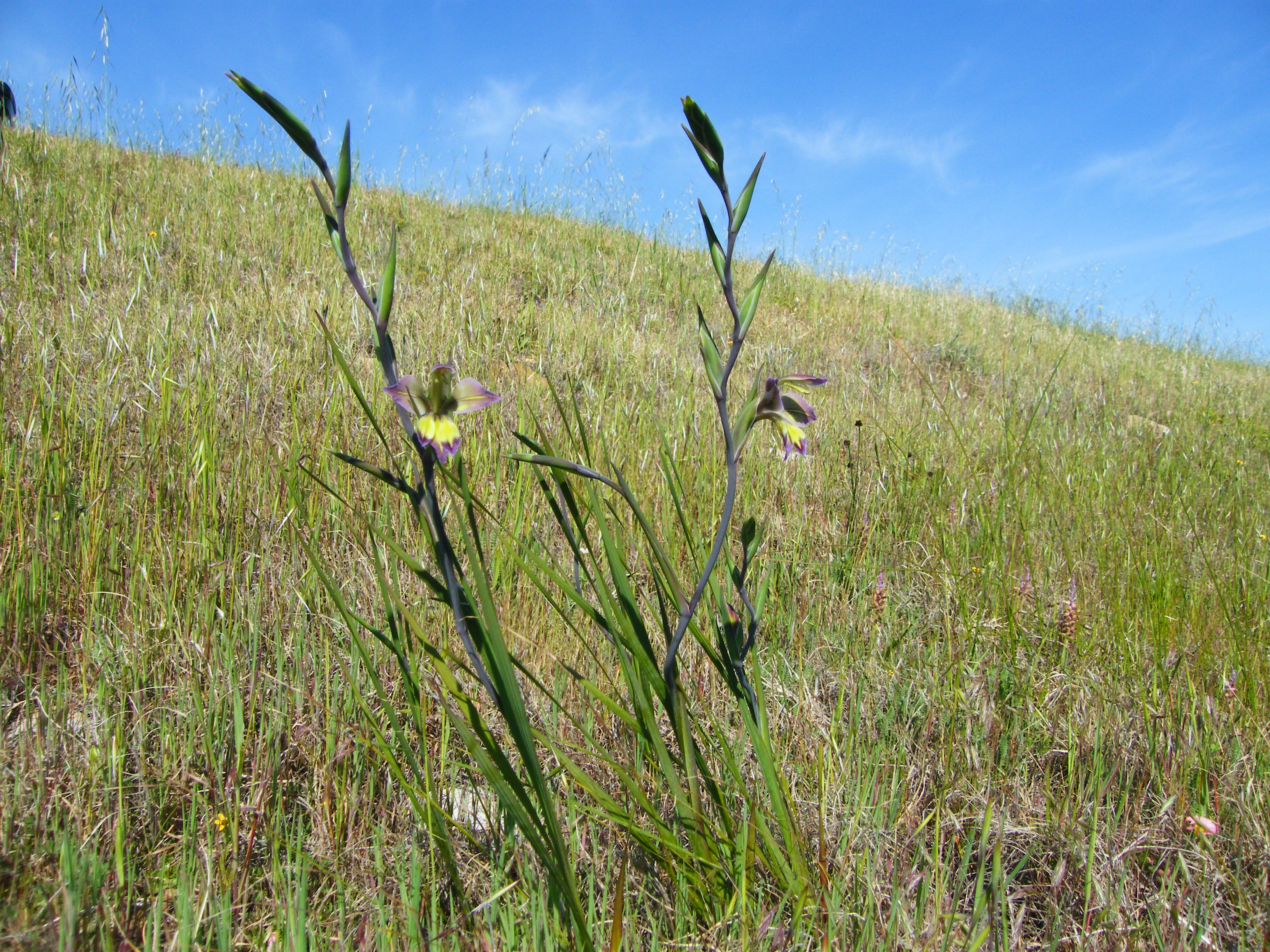